# Distrikt Incahuasi
Der Distrikt Incahuasi (Quechua Inka wasi, „Haus der Inka“) liegt in der Provinz Ferreñafe in der Region Lambayeque im Nordwesten von Peru. Der Distrikt wurde am 17. Februar 1951 gegründet. Er hat eine Fläche von 443,91 km². Beim Zensus 2017 wurden 13.858 Einwohner gezählt. Im Jahr 1993 lag die Einwohnerzahl bei 13.316, im Jahr 2007 bei 14.230. Sitz der Distriktverwaltung ist die 3078 m hoch gelegene Ortschaft Incahuasi mit 904 Einwohnern (Stand 2017). Die Bevölkerung ist hauptsächlich indigener Abstammung und spricht als Muttersprache Inkawasi-Kañaris, eine Varietät des Quechua. Im äußersten Südwesten des Distrikts befindet sich das 8328 Hektar große Schutzgebiet Refugio de Vida Silvestre Laquipampa auf der nördlichen Uferseite des Río La Leche.

## Geographische Lage
Der Distrikt Incahuasi liegt im Nordosten der Provinz Ferreñafe in der peruanischen Westkordillere. Im Osten erhebt sich der 4100 m hohe Cerro Choicopico. Das Gebiet wird vom Río Moyán, dem rechten Quellfluss des Río La Leche, in südwestlicher Richtung durchflossen. Im Süden vereinigt sich dieser mit dem Río Sangana.
Der Distrikt Incahuasi grenzt im äußersten Südwesten an den Distrikt Jayanca, im Westen an den Distrikt Salas (beide in der Provinz Lambayeque), im Norden an den Distrikt Kañaris (oder Cañaris), im Nordosten an den Distrikt Querocotillo (Provinz Cutervo), im Südosten an den Distrikt Miracosta (Provinz Chota) sowie im Süden an den Distrikt Pítipo.

## Ortschaften im Distrikt
Neben Incahuasi gibt es folgende Ortschaften im Distrikt:
- Canchachala (206 Einwohner)
- Cueva Blanca (238 Einwohner)
- Huar Huar (317 Einwohner)
- Huasicaj (734 Einwohner)
- Janque (439 Einwohner)
- Lanchipampa (211 Einwohner)
- La Playa (251 Einwohner)
- Laquipampa (285 Einwohner)
- Machaycaj (206 Einwohner)
- Marayhuaca (401 Einwohner)
- Moyan (216 Einwohner)
- Pampagrande (211 Einwohner)
- Sinchigual (375 Einwohner)
- Tasajera (246 Einwohner)
- Totora (263 Einwohner)
- Totoras (365 Einwohner)
- Tungula (227 Einwohner)
- Uyurpampa (624 Einwohner)